# Bodenverdrängungsverfahren

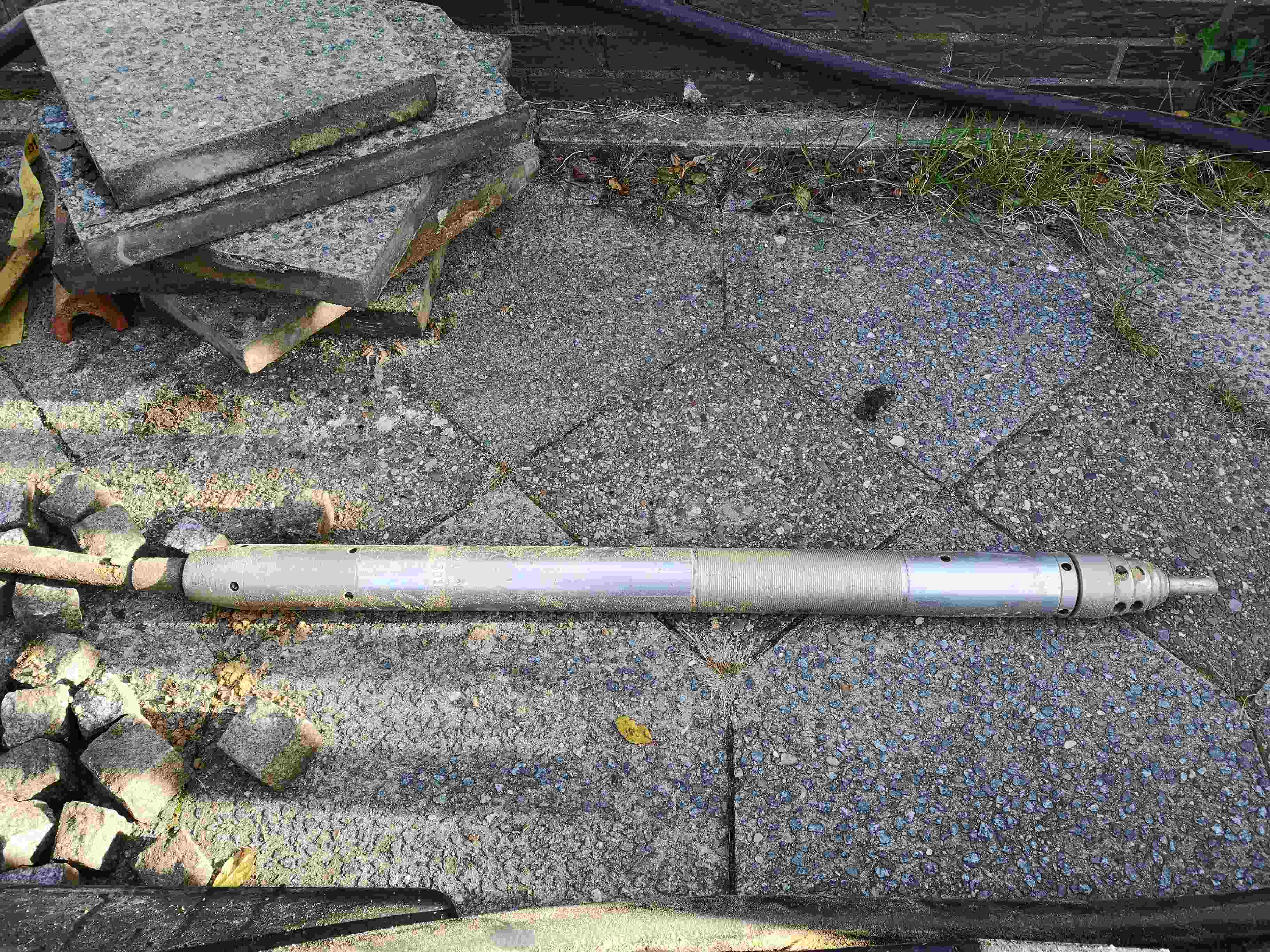
Erdrakete

Das Bodenverdrängungsverfahren ist ein Verfahren zur unterirdischen Verlegung von Rohr- oder Elektrischen Leitungen ohne Aufgrabung von Längen bis zu 70 m. Bodenverdrängungshämmer werden aufgrund der raketenähnlichen Form auch Erdraketen genannt.

## Verfahren

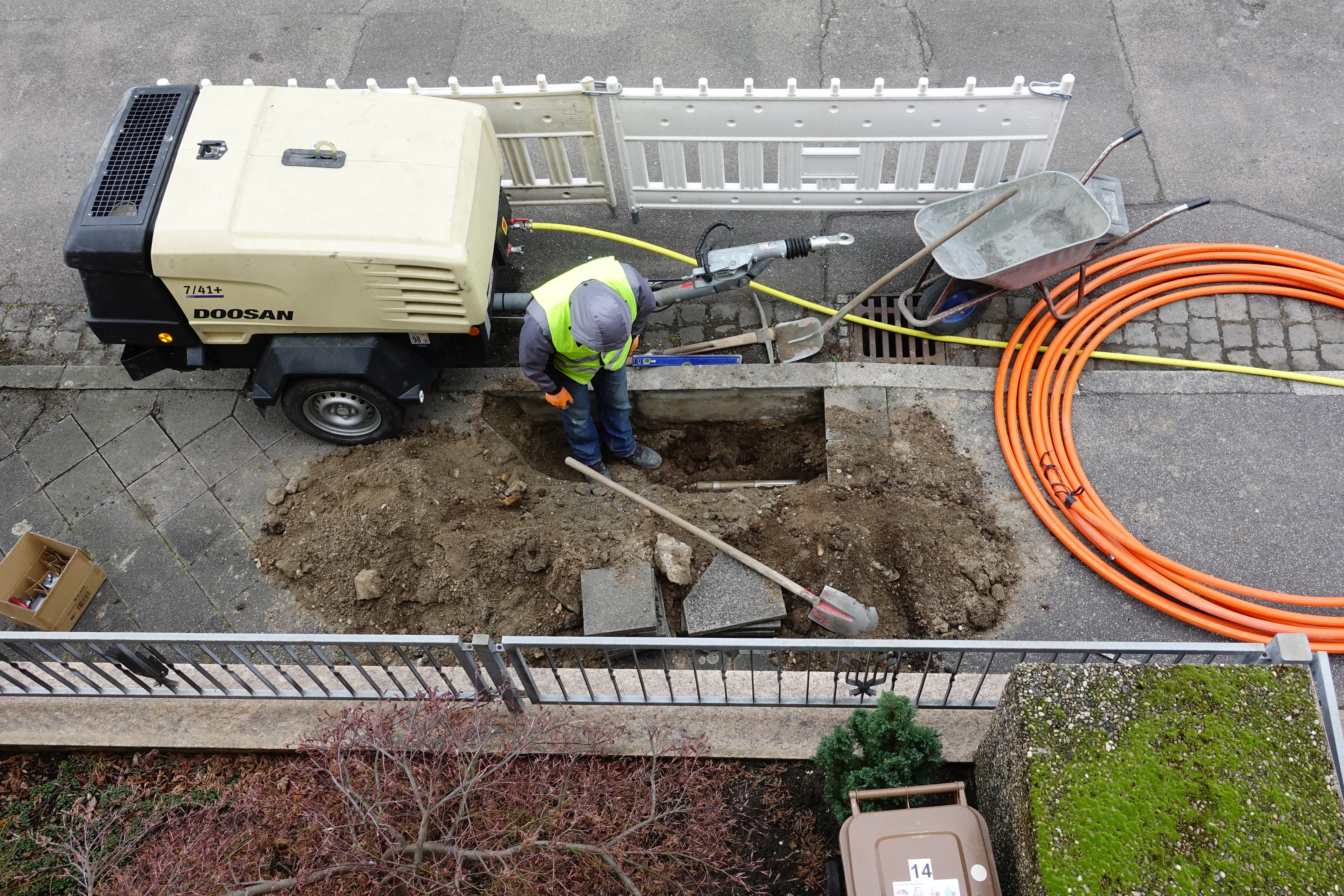
Die Erdrakete kommt (von rechts) in der Zielgrube an.

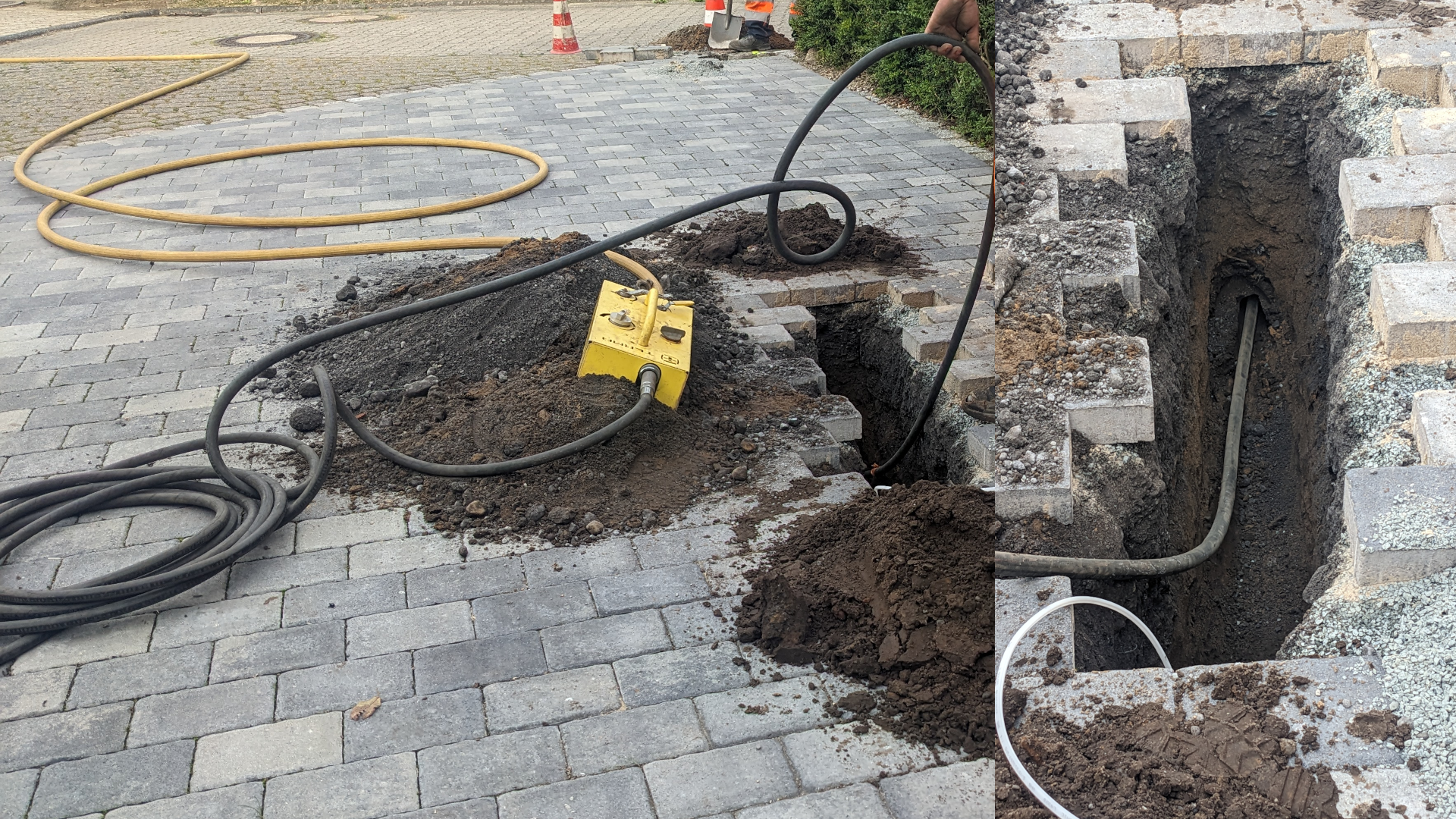
Auf der linken Seite ist die gelbe Box zur Steuerung des Bodenverdrängungshammers zu sehen. Rechts ist der Hammer bereits im Loch verschwunden. Der schwarze Schlauch führt zum Hammer. Unten rechts liegt bereits das weiße Leerrohr für die spätere Glasfaser bereit.

Voraussetzung für das Verfahren ist, dass der Boden verdrängbar ist. Um die Erdrakete zu starten, müssen eine Start- und eine Zielgrube ausgehoben werden. Mittels Peiloptik wird der Peilstab in der Zielgrube anvisiert. Danach wird die Erdrakete in der Lafette in Höhe und Seite einjustiert. In einfachen Fällen bei kurzer Entfernung erfolgt häufig die vertikale Ausrichtung mit Wasserwaage, die horizontale Peilung per Augenmaß. Der Bodenverdrängungshammer wird mit Druckluft aus einem Baustellenkompressor vorgetrieben. Dabei wird ein unterirdischer Hohlraum aufgefahren. Muffenlose Kurz- oder Langrohre bis DN 160 aus Kunststoff oder Metall können direkt oder nach der Bohrung eingezogen werden.
Bodenverdrängungshämmer erreichen (je nach Boden) eine Vortriebsgeschwindigkeit von bis zu 15 m/h. Sie sind je nach Funktionalität mit einem Rückwärtsgang ausgestattet, können geortet und gesteuert werden.

## Zielgenauigkeit
Die wichtigste Eigenschaft eines Bodenverdrängungshammers ist seine Zielgenauigkeit. Deshalb unterscheidet man zwei Erdraketensysteme:
starres System
Der Kolben schlägt auf das Gehäuse und treibt somit die gesamte Erdrakete in einem Stoß nach vorn.
2-Taktverfahren
Der Kolben schlägt zuerst auf einen beweglichen Meißelkopf und danach auf das Gehäuse. Die Erdrakete wird in zwei Arbeitsschritten vorwärts bewegt. Dieses Verfahren gilt als besonders zielgenau.

## Anwendungsbereich
Mit diesem Verfahren lassen sich ohne durchgehendes Aufgraben Verkehrswege kreuzen und Hausanschlüsse herstellen. Es wird für Gas, Fernwärme, Wasser, Abwasser, Glasfasernetze und Telekommunikation eingesetzt.
Spezieller Anwendungsbereich:
- als Ramme für den Stahlrohrvortrieb
- als Berstmaschine für Rohrerneuerung,
- für Verankerungen und
- für den Austrieb von alten Stahlleitungen.